# Nisuheqet
Nisuheqet (ni-sw-Hqt, "Ell, que pertany a Heqet") va ser un príncep egipci de la II Dinastia. Només se'l coneix per la seva estela trobada a la tomba 964.H.8 a Helwan. 
L'únic títol que porta en aquest monument és el de "Fill del Rei". L'estela és de pedra calcària i mostra el príncep a l'esquerra, assegut en una cadira amb una taula d'ofrenes i ofrenes davant seu. L'estela va ser descoberta durant les excavacions realitzades per . a Helwan, entre 1952 i 1954.
El seu pare continua sent desconegut.